# Deaflympics d'hiver de 1967
Les Deaflympics d'hiver de 1967, officiellement appelés les 6e Deaflympics d'hiver, ont lieu le 20 février au 25 février 1967 à Berchtesgaden, en Allemagne. Les Jeux rassemblent 77 athlètes de 12 pays. Ils participent dans un seul sport et deux disciplines qui regroupent un total de dix épreuves officielles, soit trois épreuves de moins qu'en 1959. Les nouveaux participants sont les États-Unis et le Japon. L'équipe de Norvège a remporté le Deaflympics d'hiver de 1967.

## Sport

### Sports individuels
- Ski Descente
- Ski de fond
- Ski slalom
- Ski slalom géant

### Sports en équipe
- Ski de fond Relais

## Pays participants
- Allemagne
- Autriche
- Canada
- États-Unis
- Finlande
- France
- Italie
- Japon
- Norvège
- Suède
- Suisse
- Yougoslavie

## Compétition

### Tableau des médailles
- Pays organisateur (Allemagne)

| Rang   | Nation      | Or | Argent | Bronze | Total |
| ------ | ----------- | -- | ------ | ------ | ----- |
| 1      | Norvège     | 3  | 2      | 3      | 8     |
| 2      | Italie      | 2  | 0      | 0      | 2     |
| 2      | États-Unis  | 2  | 0      | 0      | 2     |
| 4      | Suisse      | 1  | 3      | 2      | 6     |
| 5      | Finlande    | 1  | 1      | 2      | 4     |
| 6      | Autriche    | 1  | 0      | 1      | 2     |
| 7      | Allemagne   | 0  | 3      | 2      | 5     |
| 8      | Suède       | 0  | 1      | 0      | 1     |
| 9      | Japon       | 0  | 0      | 0      | 0     |
| 9      | France      | 0  | 0      | 0      | 0     |
| 9      | Canada      | 0  | 0      | 0      | 0     |
| 9      | Yougoslavie | 0  | 0      | 0      | 0     |
| Total: | Total:      | 10 | 10     | 10     | 30    |

### La France aux Deaflympics
Il s'agit de sa 3e participation aux Deaflympics d'hiver. Avec un total de 6 athlètes français, la France ne remporta aucune médaille.